# Delfina Krasicka
Delfina Maria Benigna Sofia Krasicka z domu Orłowska (ur. 2 października 1944 w Buenos Aires, zm. 31 sierpnia 2012 w Warszawie) – polska artystka zajmująca się tkaniną artystyczną, haftem i kolażem.

## Rodzina
Urodziła się w polsko-argentyńskiej rodzinie. Matka Róża Sobańska. Jej ojciec Karol Stefan Orłowski – w połowie Polak, w połowie Argentyńczyk, urodził się we Francji, mieszkał w Argentynie. Był synem Ksawerego, polskiego ziemianina z Podola, dyplomaty, a po I wojnie światowej pierwszego posła II Rzeczpospolitej w Brazylii, Urugwaju i innych państwach Ameryki Łacińskiej. Żona Ksawerego Orłowskiego, Ignacia del Carill, pochodziła ze znanego argentyńskiego rodu znad Rio de la Plata. Z kolei matka Ksawerego, a prababka Delfiny, Klementyna, z domu Talleyrand de Pèrigord, była bliską krewną słynnego napoleońskiego ministra i współautora Kongresu Wiedeńskiego w 1815 roku.
Matka Róża rozpracowywała dla aliantów siatkę tajnych agentów Abwehry i gestapo, a ojciec uciekł z frankistowskiego obozu koncentracyjnego, do którego trafił, kiedy przyłapano go na przewożeniu polskich kurierów. Rodzice wyjechali najpierw do Londynu, a potem do Buenos Aires.
3 lutego 1966 Delfina wzięła ślub z Ignacym Krasicki (1928-2018), działaczem PZPR. W 1966 urodziła syna Kacpra, w 1968 córkę Marię Soledad, w 1970 syna Ignacego i trzy lata później syna Beniamina. W każdym miejscu, w którym mieszkała prowadziła dom otwarty, goszcząc artystów i artystki, dyplomatów czy dziennikarzy.

## Życiorys
W Buenos Aires, gdzie się urodziła, uczęszczała do prywatnych szkół katolickich, z których dwukrotnie została wydalona za nieposłuszeństwo.
W okresie młodości sympatyzowała z ruchami socjalistycznymi, znała Che Guevarę.
Wychowała się w otoczeniu sztuki. Jej prababka Ludwika Wodzicka-Sobańska była uczennicą Matejki i malarką. Jej ojciec Karol kolekcjonował sztukę i prowadził dwie galerie, a jej ciotka Delia del Carrili, żona Pablo Narudy, była artystką i mecenaską sztuki. Delfina była stałą bywalczynią muzeów i galerii sztuki. W Paryżu uczęszczała na naukę malarstwa i rysunku w École du Louvre. W Algierze poznała Beduinkę Malikę, która pokazuje jej pracę na krosnach. W trakcie stanu wojennego (w 1981) po przyjeździe do Warszawy zapisała się na kursy tkactwa w Zakładzie Doskonalenia Zawodowego przy Powiślu, gdzie poznała malarkę Annę Trochim. Ukończyła go 28 kwietnia 1982. Kursy zaważyły na jej dalszych losach – została asystentką Trochim i razem z nią prowadziła kursy oraz oddała się twórczości. Do końca życia przyjaźniła się z Anną Trochim.
Zanim przyjechała do Polski, mieszkała w Paryżu, Rzymie i Algierze; poznała też m.in. Anglię, Maroko, Turcję i Grecję.
Od 1995 należała do Związku Polskich Artystów Plastyków.
W 1999 powołała do istnienia Galerię Delfiny na warszawskim Powiślu (przy ul. Smulikowskiego). Galeria istnieje do dzisiaj, kierowana przez rodzinę artystki i Annę Trochim.
Organizowała liczne aukcje charytatywne, np. na rzecz Hospicjum Onkologicznego w Warszawie.
Była inicjatorką artystycznej grupy Via Varsovia.
Wzięła udział w około 40 wystawach indywidualnych m.in.: Instytut Polski w Sztokholmie; Galeria Sztuki Współczesnej, Wilno; Galeria „Centoira“, Buenos Aires; Avenue Foch, Paryż; Galeria Sztuki Współczesnej, Warszawa; Galeria BWA „Piwnice”, Kielce; Galeria Brama, Warszawa; Galeria „Na Jatkach“, Wrocław; Galeria „Politechnika“, Białystok; Galeria Delfiny, Warszawa; Galeria Chłodna 20, Suwałki; Muzeum Regionalne, Chojnów i ponad 80 zbiorowych polskich i zagranicznych (m.in.: Ogólnopolska Wystawa Tkaniny Unikatowej, Łódź; Sztuka Włókna, Warszawa; Galeria „Ratusz“, Kiejdany; Museo Metropolitano, Buenos Aires; BWA, Ostrowiec Świętokrzyski; IXION POLONIA, Kuritiba; Polski Instytut Kultury, Budapeszt).
Była improwizatorką – tworzyła nie trzymając się ściśle projektu, akceptowała pojawiające się błędy i przypadek. Kiedy było to potrzebne, wplatała w tkaninę sznurówki ze swoich tenisówek.
Stosowała zarówno odpustowe tasiemki, jak i szlachetne wełny czy jedwabie.
Została pochowana w rodzinnej kaplicy Łubieńskich i Sobańskich w Wiskitkach.
Odznaczona pośmiertnie przez Prezydenta RP Bronisława Komorowskiego Złotym Krzyżem Zasługi w 2012 r. za wkład w rozwój i upowszechnienie kultury.

## Wybrane wystawy
- 1995, Ogólnopolska wystawa Tkaniny Unikatowej, Łódź
- 2000, Sztuka Włókna, Warszawa
- 2013, Splendor tkaniny, Zachęta, Warszawa[10]
- 2016, Delfina Krasicka. Życie tkane miłością, Galeria DAP, Warszawa[11]
- 2019, Rzeka nadziei. Delfina Krasicka, Anna Alicja Trochim, Warszawa[12]